# Traîneau à traction aérienne
Vous lisez un « bon article » labellisé en 2016.

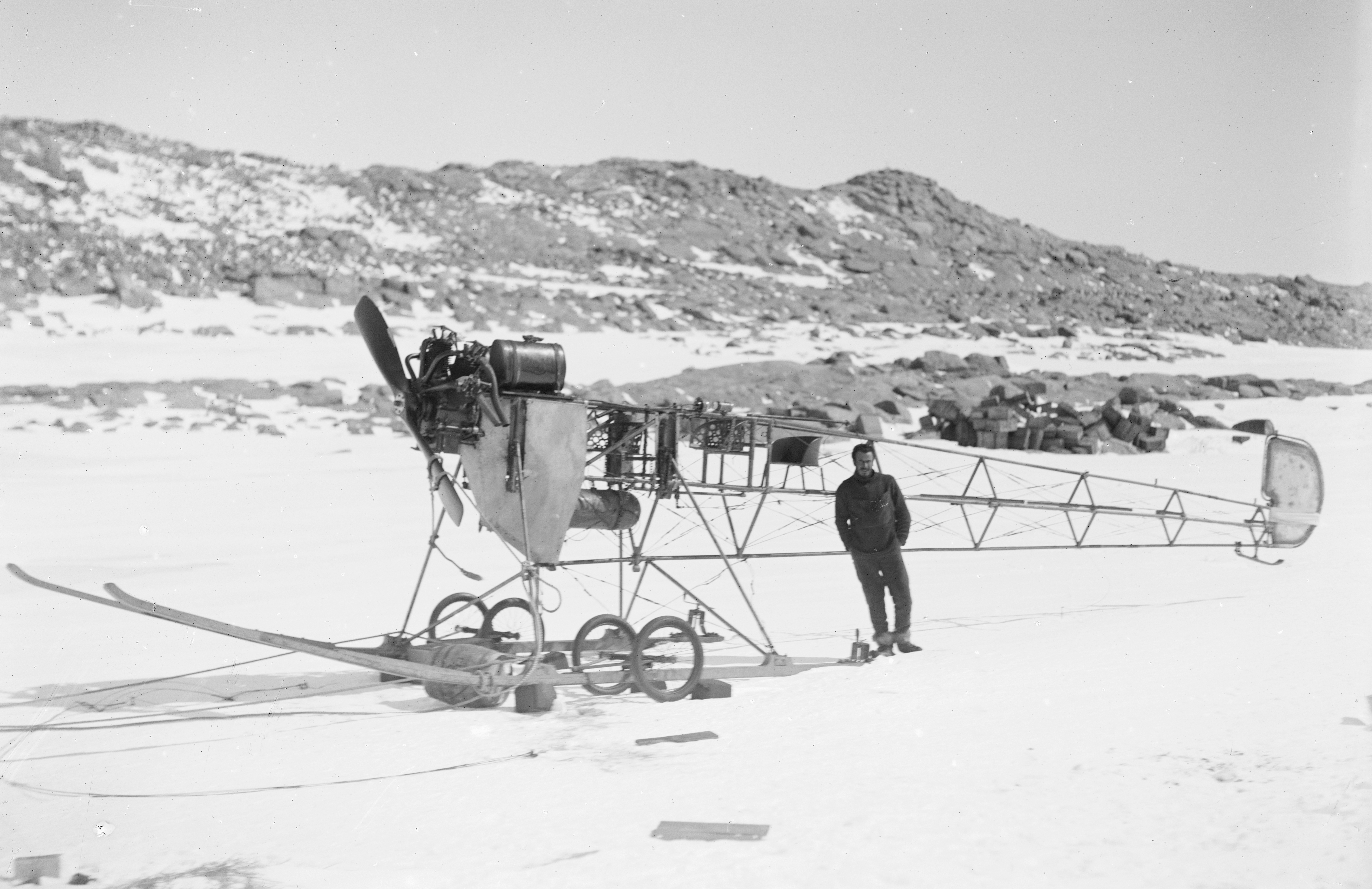
Le « traîneau à traction aérienne » en 1912 sur une photographie de Frank Hurley.

Le « traîneau à traction aérienne » (en anglais : Air-tractor sledge), surnommé le « tracteur des neiges » ou l'« avion de Mawson », est un aéroplane modifié emporté lors de l'expédition antarctique australasienne (1911-1914) de Douglas Mawson. Il est le premier avion à être utilisé en Antarctique. Le chef de l'expédition, Douglas Mawson, prévoit d'utiliser ce Vickers R.E.P. Type Monoplane comme outil pour la reconnaissance et les opérations de recherche et sauvetage, tout en aidant à la promotion de son expédition.
L'avion s'écrase lourdement lors d'un vol d'essai à Adélaïde en Australie, seulement deux mois avant la date prévue pour le départ. Il est néanmoins embarqué avec l'expédition après avoir été dépouillé de ses ailes et du revêtement métallique de son fuselage. L'ingénieur Frank Bickerton passe la plupart de l'hiver 1912 à le convertir en un tracteur à traîneaux, façonnant les freins à partir d'une paire de forets utilisés pour percer la roche et un système de direction à partir du train d'atterrissage de l'avion. Testé le 15 novembre 1912, il sert par la suite à tracter de lourdes charges dans le cadre de l'installation des dépôts de vivres. Pour autant, son utilisation lors de l'expédition reste minime. Tractant un ensemble de quatre traîneaux, le « traîneau à traction aérienne » accompagne un groupe d'hommes dirigé par Bickerton pour explorer la région à l'ouest du camp de base de l'expédition au cap Denison, Mawson's Huts. Les conditions météorologiques entraînent le blocage des pistons du moteur après seulement 16 kilomètres et il est donc abandonné. Quelque temps plus tard, il est récupéré et ramené au camp de base. Son cadre est laissé sur la glace lorsque l'expédition se termine en 1913.
En 2008, une équipe de la Mawson's Huts Foundation, un organisme consacré à la conservation des Mawson's Huts, commence à chercher les restes de l'engin. Un siège est retrouvé en 2009 et des fragments de l'empennage un an plus tard. Utilisant des équipements sophistiqués en 2009 et 2010, le « traîneau à traction aérienne » est retrouvé et récupéré pour être à terme exposé en Australie.

## Contexte

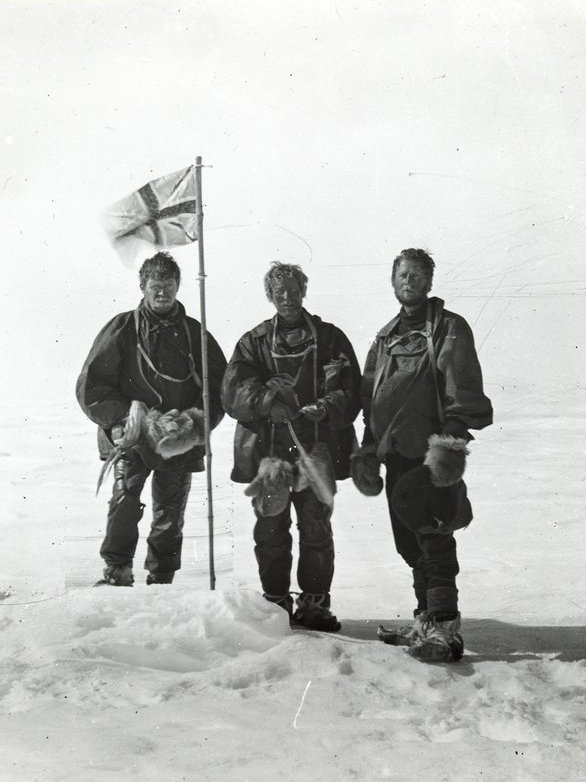
Alistair Mackay, Edgeworth David et Douglas Mawson au pôle Sud magnétique lors de l'expédition Nimrod le 17 janvier 1909.

De 1907 à 1909, Douglas Mawson accompagne l'expédition Nimrod d'Ernest Shackleton. Avec Edgeworth David et Alistair Mackay, il fait partie du premier groupe à atteindre la zone du pôle Sud magnétique. À son retour de l'Antarctique, il reprend son poste de professeur de géologie à l'université d'Adélaïde. Malgré une offre de Robert Falcon Scott pour rejoindre son expédition Terra Nova (1910-1913) avec le but affiché d'atteindre le pôle Sud géographique, Mawson commence à planifier sa propre expédition en Antarctique. Le plan de Mawson, qui conduit à l'expédition antarctique australasienne (1911-1914), envisage trois bases sur le continent antarctique, explorant et cartographiant collectivement une grande partie de la côte directement au sud de l'Australie. Il se rapproche de Shackleton, qui approuve son plan, mais est prêt à diriger l'expédition lui-même. Bien que Shackleton se retire de l'expédition en décembre 1910, il continue à aider Mawson sous la forme de publicité et de collecte de fonds.

### Achat
Mawson se rend au Royaume-Uni au début de l'année 1911 pour lever des fonds, recruter un équipage et acheter de l'équipement. Il envisage d'apporter un avion avec lui en Antarctique, afin qu'il serve de moyen de reconnaissance et de transport de marchandises, tout en aidant à d'éventuelles missions de recherche et sauvetage. Dans les faits, c'est encore le début de l'aviation — huit ans après le premier vol des pionniers de l'aviation, les frères Orville et Wilbur Wright — et l'appareil est l'un des premiers à voler dans le monde. Aucun avion n'a donc encore volé sur le continent et il peut être utilisé pour générer de la publicité autour de l'expédition. Mawson prévoit donc d'effectuer le premier vol au-dessus de l'Antarctique. Malgré des mentions dans la presse, il ne prévoit pas de tentative d'atteindre le pôle Sud en avion.
Incertain sur le type d'avion qu'il doit prendre, il envisage un Blériot et fait part de ses plans à la femme de Scott, Kathleen Scott, une passionnée d'aviation. Elle lui recommande de prendre un monoplan et en parle au lieutenant Hugh Evelyn Watkins de l'Essex Regiment. Watkins a des liens avec le fabricant de navires et d'avions Vickers qui a récemment conclu un accord de licence avec le concepteur français Robert Esnault-Pelterie (R. E. P.) pour construire et vendre des avions dans le pays,. Dans une lettre à Mawson, le 18 mai, Kathleen écrit : « Je crois que je peux vous aider sur les avions. Je pense que vous pouvez faire beaucoup mieux qu'un Blériot […] Il y a une machine que les gens de Vickers ont achetée qui est infiniment plus stable, plus lourde et plus solide et emportera plus de charge. Son coût est de 1 000 £, mais je pense qu'il [peut être obtenu] pour 700 £ ou même moins […] Un homme que je connais et qui avait seulement volé sur des biplans […] est resté en vol jusqu'à une demi-heure, ce qui [en dit beaucoup] de sa stabilité […] Si vous pensez qu'il est utile [de s'y intéresser], je peux vous faire rencontrer l'homme en question en début de semaine prochaine et il peut vous montrer la machine et vous [faire voler dessus] ».
Sur les conseils de Kathleen Scott, Mawson achète un Vickers R.E.P. Type Monoplane, l'un des huit seulement construits. Chacun des huit monoplans est désigné par un numéro et en tant que deuxième monoplan construit, Vickers affecte à l'avion de Mawson la désignation « no 2 ». Cependant, le « no 1 » s'étant écrasé, Vickers change la désignation de Mawson en « no 1 » avant qu'il ne soit livré en Australie. L'aviateur britannique Claude Grahame-White pourrait aussi avoir assisté Mawson dans le choix de Vickers. L'avion est équipé d'un moteur R. E. P. de cinq cylindres développant 60 chevaux (45 kW) et a un rayon d'action de 480 kilomètres à une vitesse de croisière de 89 kilomètres par heure. Son envergure est de 14 mètres et sa longueur de 11 mètres. Le pilote utilise un manche pour gérer le tangage et de roulis, et assurant le contrôle latéral par gauchissement des ailes. Mawson opte pour une version biplace, dans un agencement en tandem, avec un châssis monté sur ski de rechange. La facture totale, en date du 17 août 1911, est d'environ 955 £,, soit environ 85 000 £ de 2011. Mawson embauche Watkins pour piloter l'avion et Frank Bickerton pour l'accompagner en tant que mécanicien. Après que Vickers teste l'avion à Dartford et sur le circuit de Brooklands, P&O se charge de transporter l'avion à Adélaïde à bord du bateau à vapeur Macedonia, avec une remise de moitié sur les frais d'expédition,.

### Accident

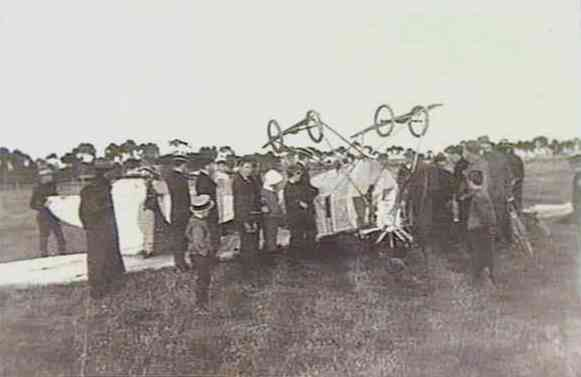
L'avion accidenté à l'hippodrome de Cheltenham.

Une série de démonstrations publiques sont prévues en Australie pour aider à la collecte de fonds. Le premier événement est prévu pour le 5 octobre 1911 à l'hippodrome de Cheltenham à Adélaïde. Au cours d'un vol d'essai la veille, une pression excessive dans le réservoir de carburant cause sa rupture, aveuglant presque Watkins. Ce problème résolu, Watkins emmène Frank Wild que Mawson avait embauché pour commander une base de soutien lors de l'expédition, dans un autre vol d'essai le matin de la démonstration. Dans le compte-rendu que Watkins adresse à Vickers, il écrit : « […] [nous étions] à environ 60 mètres [du sol] quand [j'ai senti] un tremblement féroce, puis [je suis entré] dans une poche d'air et ramené à environ 30 mètres [du sol], restant droit et chutant [de nouveau]. Nous avons heurté le sol [dans] un terrible accident […] les deux ailes [sont] endommagées, un cylindre cassé, le nez tordu et la queue pliée en deux […] ».
Bien que les deux hommes ne sont que légèrement blessés, l'avion est très endommagé et une réparation est impossible. Mawson décide de sauver l'avion en le transformant en un traîneau motorisé. Il l'équipe de skis et enlève les ailes ainsi que la plupart du fuselage pour gagner en poids. Dans son compte rendu officiel de l'expédition, The Home of the Blizzard, Mawson écrit que les avantages de ce « traîneau à traction aérienne » devraient être « la vitesse, le contrôle de la direction et la sécurité relative des crevasses en raison de la grande longueur des skis ». Ainsi, grâce à son moteur, l'avion lui permet de tracter de lourdes charges. Il n'y a plus besoin d'un pilote en tant que tel et, le croyant être responsable de l'accident, Mawson libère Watkins,.
Le « traîneau à traction aérienne » est emmené à Hobart, d'où le navire d'expédition l’Aurora doit partir. L'avion est placé à bord dans une caisse doublée d'étain, qui pèse bien plus que le traîneau en lui-même, au-dessus du gaillard du navire,. Pour alimenter le traîneau, avec le petit bateau à moteur et l'équipement radio, l’Aurora emporte 18 000 litres de benzène et 5 900 litres de kérosène. Entièrement équipé, le navire quitte Hobart le 2 décembre 1911.

## En Antarctique

### Utilisation

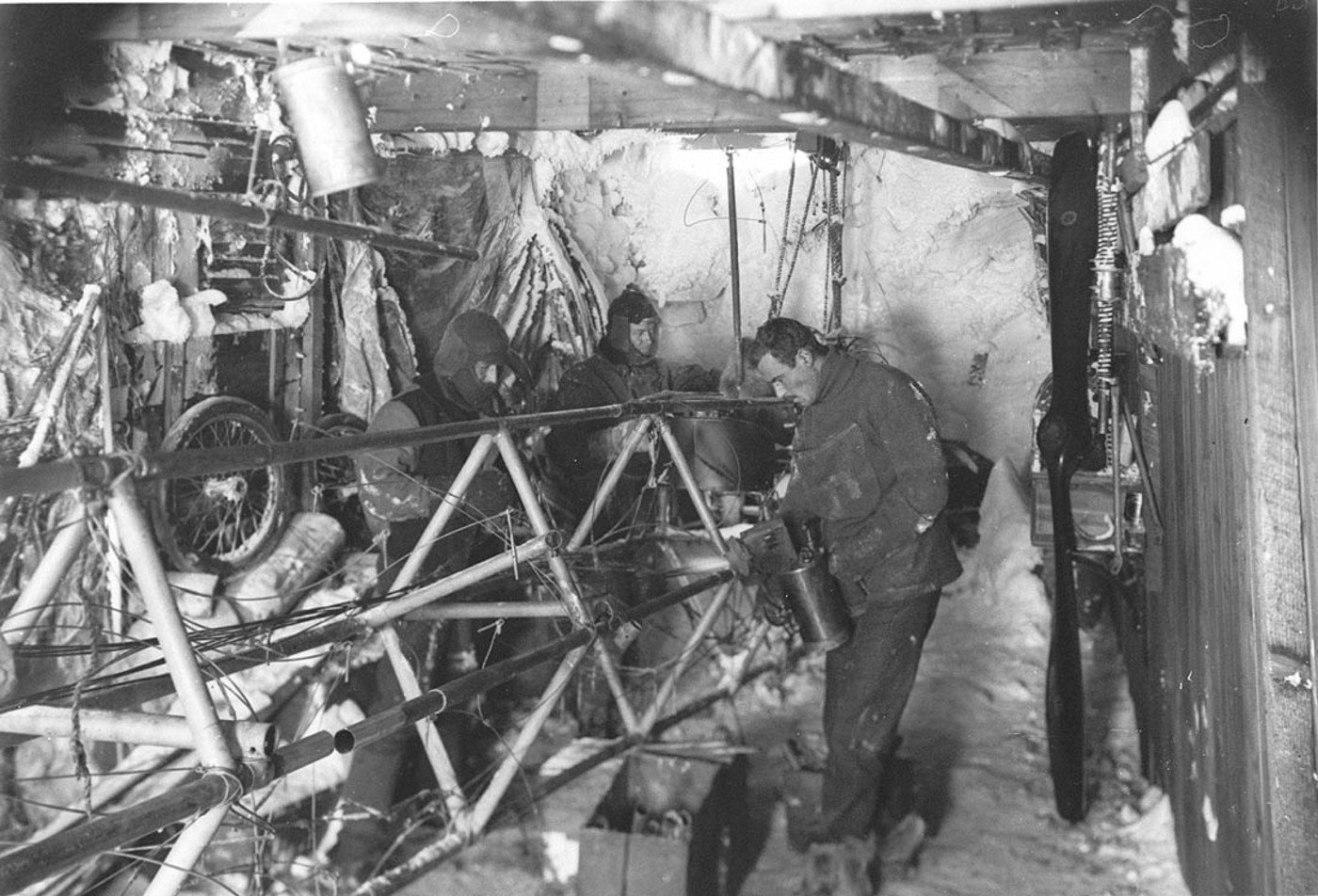
Bob Bage, Belgrave Edward Sutton Ninnis et Frank Bickerton travaillent sur le « traîneau à traction aérienne » dans son hangar.

L’Aurora atteint l'Antarctique le 8 janvier 1912 après un arrêt de deux semaines sur l'île Macquarie afin d'y établir une station de relais radio et une base scientifique. La base principale de l'expédition est en Terre-Adélie, au cap Denison dans la baie du Commonwealth. Les hommes se rendront compte plus tard que cette zone est l'un des endroits les plus venteux au monde, avec la présence notable de vents catabatiques. Alors que l’Aurora décharge, un tourbillon violent soulève le couvercle de 140 kg de la caisse de l'avion et le jette 46 mètres plus loin. L'abri principal est érigé immédiatement, mais les vents forts font que la construction du hangar de l'avion est retardée. Lorsque les vents s'atténuent, le hangar de 3 mètres sur 11 mètres est construit à côté de l'abri principal, à partir de caisses vides,.
Frank Bickerton commence à travailler sur le « traîneau à traction aérienne » le 14 avril 1912. Sa première tâche est de réparer celui-ci, endommagé pendant le transport quand un violent orage a frappé l’Aurora. Une vague géante a heurté la caisse contenant l'avion, déformant son fuselage. La réparation terminée, Bickerton commence le travail complexe de conversion de l'avion en traîneau. Il construit des freins à partir d'une paire de forets utilisés pour percer la roche et un système de direction à partir du train d'atterrissage de l'avion. Bickerton peint le moteur et le réservoir de carburant en noir pour l'aider à mieux absorber la chaleur et les protéger du gel. En juin, le moteur fonctionne correctement et pendant une accalmie dans les vents au début du mois de septembre, il équipe l'avion de skis. Enfin, il surélève l'avion d'1,5 mètre depuis le sol pour permettre à l'hélice de tourner correctement.
Le 27 octobre 1912, Mawson esquisse son programme d'exploration pour l'été. Sept groupes partiront à traîneau du cap Denison, arpentant la côte et l'intérieur des terres de la Terre-Adélie et de la Terre de George V. Ils doivent revenir à la base principale pour le 15 janvier, lorsque l’Aurora partirait pour l'hiver afin d'éviter d'être piégé dans les glaces. Bickerton est responsable de l'un des groupes qui utiliserait le « traîneau à traction aérienne » pour transporter quatre traîneaux d'un coup et explorer la côte à l'ouest du camp. La plupart des groupes quitterait au début du mois de novembre, mais celui de Bickerton serait retardé jusqu'en décembre, dans l'espoir d'éviter les vents féroces de l'hiver.
Le travail sur l'avion est retardé par les vents violents et le premier essai a lieu le 15 novembre, entre la base principale et Aladdin’s Cave, un dépôt de provisions établi sur le plateau au-dessus du cap Denison. Le « traîneau des neiges » atteint une vitesse de 32 km/h en couvrant une distance de 8 kilomètres. Un des membres de l'expédition, Charles Francis Laseron, note que la performance se fait « avec un grand style »,. Rapidement, le traîneau commence ses transports de fret afin d'accumuler des stocks pour les expéditions d'été,.

### Panne

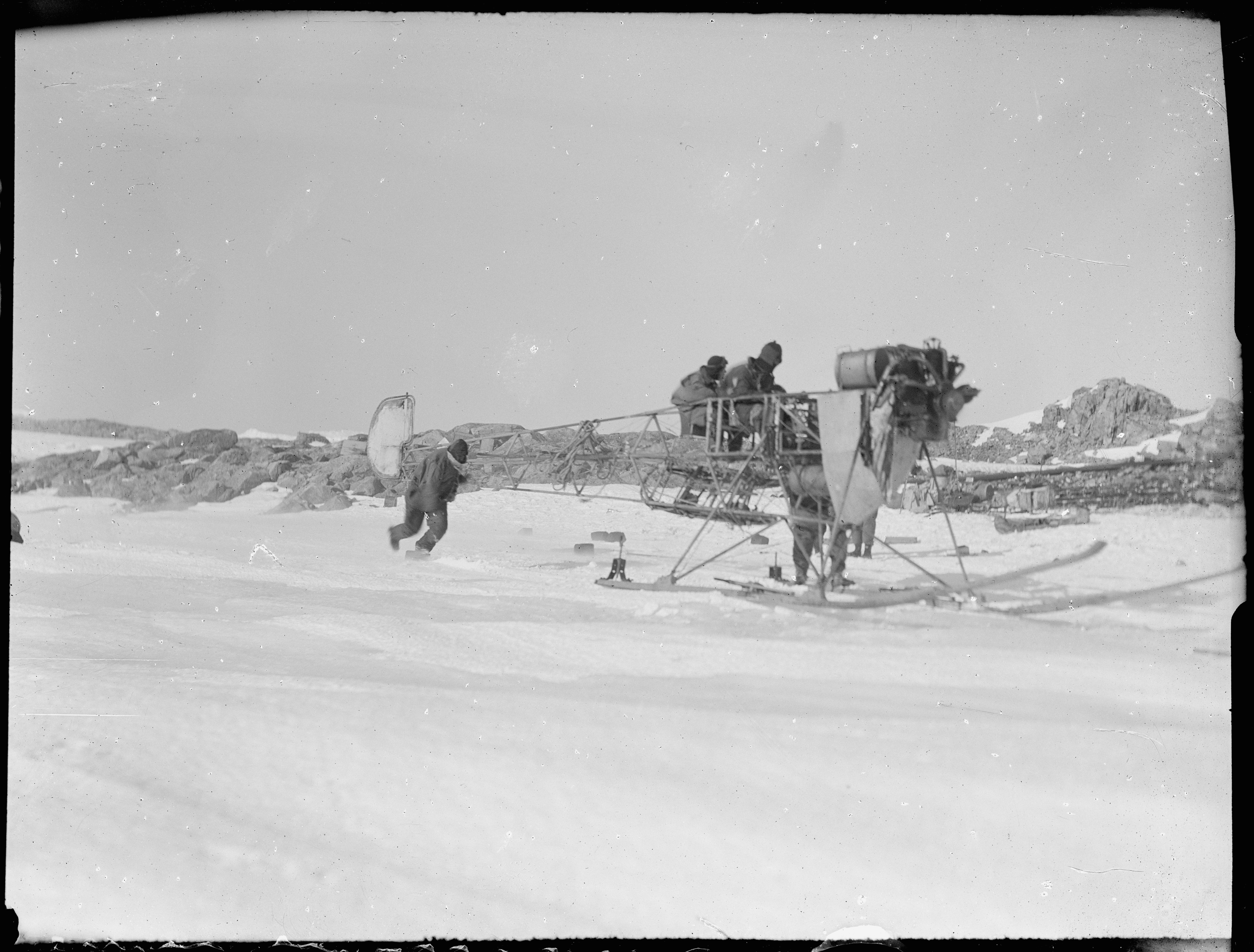
Le « traîneau à traction aérienne » en action.

Le groupe de Bickerton quitte le cap Denison le 3 décembre 1912. Le cartographe Alfred Hodgeman et le chirurgien Leslie Whetter accompagnent Bickerton et le « traîneau à traction aérienne ». Ce dernier fait des progrès lents pendant le transport de son cortège de traîneaux et à environ 16 kilomètres de la base principale, son moteur commence à éprouver des difficultés. Bickerton l'éteint et les trois hommes installent un camp. À quatre heures le lendemain matin, le groupe repart mais le moteur continue à avoir des problèmes. L'huile éjectée d'un cylindre à l'arrêt et l'absence de compression du cylindre conduisent Bickerton à soupçonner un segment cassé comme source du problème. Cela ne prend normalement que quelques heures à corriger mais soudainement, le moteur, sans avertissement, se secoue et l'hélice est brisée sur le coup. En essayant de bouger celle-ci, quelque chose tombe dans le carter d'huile en crépitant ; il apparaît de plus qu'il est impossible de bouger l'hélice de plus de 30°.
Le groupe continue sans l'avion, transportant les traîneaux à la force des bras jusqu'à 254 kilomètres à l'ouest du cap Denison et retourne à la base le 18 janvier 1913,. Le « groupe de l'est lointain » de Douglas Mawson n'est pas rentré et six hommes, dont Bickerton, restent un hiver supplémentaire dans leur attente éventuelle. Le 8 février, quelques heures seulement après que l’Aurora quitte la baie du Commonwealth après avoir attendu trois semaines, Mawson arrive seul dans la base et explique que ses collègues Belgrave Edward Sutton Ninnis et Xavier Mertz sont morts,,. Alors que Mawson reprend des forces, le « traîneau à traction aérienne » est ramené à la base pour diagnostiquer la raison de sa panne. Bickerton constate que les conditions climatiques ont congelé l'huile moteur, bloquant des pistons. Le moteur du « tracteur des neiges » a donc souffert des basses températures. Bickerton abandonne l'avion à Boat Harbour, à côté de la base du cap Denison. Lorsque l’Aurora revient pour la dernière fois le 13 décembre 1913, seuls le moteur et l'hélice sont ramenés en Australie,.

## Recherches et récupération

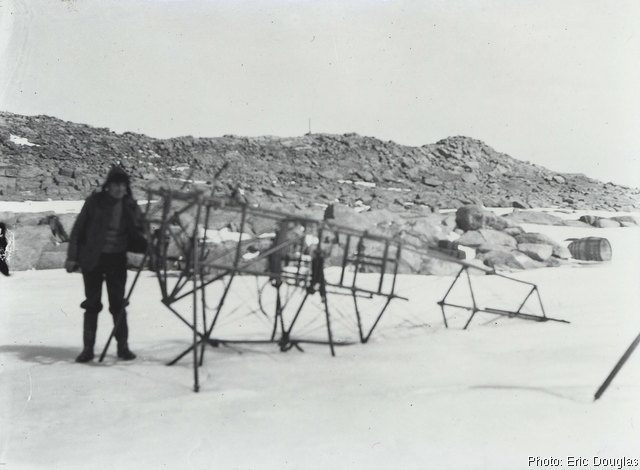
La carcasse de l'avion en 1931.

La facture pour l'avion reste impayée et en 1914, Vickers le rappelle à Mawson, qui avait apparemment oublié sa dette. En novembre 1916, Mawson écrit au directeur de Vickers Trevor Dawson (en), lui demandant de lui faire don de sa dette. Vickers travaillant sur des contrats d'armement avec le Royaume-Uni, Dawson accepte. La prochaine expédition polaire à amener un avion en Antarctique est l'expédition Shackleton-Rowett (1921-1922) d'Ernest Shackleton, mais son Avro 534 Baby reste à terre en raison de pièces manquantes. C'est finalement le 16 novembre 1928, lorsque Hubert Wilkins et Carl Ben Eielson volent pendant 20 minutes autour de l'île de la Déception, un peu plus d'un an avant le premier vol de l'amiral Richard Byrd sur le pôle Sud, qu'un avion vole au-dessus de l'Antarctique.
Le châssis du « traîneau à traction aérienne » reste plusieurs dizaines d'années sur la glace à Boat Harbour où Bickerton l'a laissé. La dernière expédition au cap Denison où il est vu se déroule en 1975 ou 1976, l’expédition suivante en 1981 n'en trouvant plus aucune trace. L'explication de l'époque est que le cadre a coulé à travers la glace.
En 2007-2008, une équipe de la Mawson's Huts Foundation commence à rechercher les restes de l'avion. Grâce à des photographies de 1913, 1931 et 1976, une zone possible est définie à environ 50 mètres de l'abri principal. L'été suivant en 2008-2009, l'équipe sonde longuement la zone en utilisant le radar à pénétration de sol. Une tranchée profonde de 3 mètres est même creusée, mais rien n'est trouvé à l'exception de fragments d'algues indiquant que la strate supérieure de la glace doit avoir fondu dans le passé. Les relevés de température à proximité de la base antarctique Dumont d'Urville sur l'île des Pétrels montrent qu'il y a des périodes prolongées d'environ six semaines chacune où il y a eu des températures supérieures à la moyenne en 1976 et 1981, ce qui suggère que la glace autour de l'avion a pu fondre. Le Dr Chris Henderson, le chef de l'équipe, pense que le cadre a coulé de par son poids jusqu'à la surface de la roche, trois mètres sous la surface de la glace. L'année suivante, en 2009-2010, une autre recherche est effectuée en utilisant un système à GPS différentiel, de l'équipement de bathymétrie, des carottages de glace, un magnétomètre et un détecteur de métaux. La glace montre des signes de fonte importante dans le passé et une épaisseur d'environ 3 mètres avant la roche. La lecture positive du détecteur de métaux, couplée avec un écho significatif du radar à pénétration de sol, donne des signes encourageant dans la petite zone où le cadre est supposé avoir coulé.
Cependant, certaines pièces du « traîneau à traction aérienne » ont déjà été récupérées : le Département australien de l'Antarctique possède une roue et son gouvernail de fortune, toutes deux trouvées dans le port du cap Denison. En janvier 2009, les restes d'un siège sont trouvés dans les roches près de la base, à environ 200 mètres de l'endroit où l'équipe pense que le cadre est enterré,.
Le 1er janvier 2010, lors d'une journée de marée exceptionnellement basse, quatre petits morceaux du haut de l'extrémité de la queue sont retrouvés au bord du port. La queue et une section de fuselage avaient été retirées du reste du « traîneau à traction aérienne » avant qu'il ne soit abandonné en 1913, donc cette découverte n'a pas résolu le problème de l'emplacement du reste du châssis, mais il suggère que le cadre ou des parties de celui-ci peuvent tenir pendant près d'un siècle dans cet environnement hostile. L'équipe retourne au cap Denison à l'été 2010-2011, mais le crash d'un hélicoptère français près de la base antarctique Dumont d'Urville en octobre 2010 oblige un déploiement réduit de l'équipe avec peu de ressources pour continuer les recherches. Finalement, peu après, une expédition australienne de la Mawson's Huts Foundation retrouve la carcasse de l'avion grâce à des appareils à résonance magnétique nucléaire et à un coup de chance. L'appareil est pris dans les glaces et la marée basse du jour de l'an permet de découvrir partiellement l'avion. Des pièces sont ramenées en Australie, dans le but d'être exposées.